# Alberto Rodríguez Librero
Alberto Rodríguez Librero (Sevilla, 11 de mayo de 1971) es un director de cine español. Ha escrito y dirigido películas como La isla mínima, ganadora de 10 premios Goya y El hombre de las mil caras con la que obtuvo el premio Goya al mejor guion adaptado.

## Biografía
Alberto Rodríguez estudió imagen y sonido en la Facultad de Ciencias de la Información de la Universidad de Sevilla. Su carrera cinematográfica se inició a nivel aficionado, en 1997, con el corto Banco que rodó en vídeo junto a Santiago Amodeo, con escaso presupuesto de 30.000 pesetas (. La película obtuvo 15 premios y el éxito les permitió rodar en  1999 una nueva versión en cinemascope con cuatro millones de presupuesto. 

## Trayectoria
En 2000 realizó su primer largometraje, El factor Pilgrim, una producción de carácter amateur por la que recibió una Mención Especial del Jurado de Nuevos Realizadores del Festival de San Sebastián del año 2000.
En 2005, su película, 7 vírgenes, lo consolidó en ese momento como uno de los directores jóvenes  más descados del panorama  cinematográfico español. En 2012, se estrenó Grupo 7, con la cual optó a 16 premios Goya, obteniendo dos galardones. 
Trabajó también en televisión, como director de cuatro episodios de la serie histórica Hispania, la leyenda. 
En 2013 fue galardonado con la Medalla de Andalucía. Ese mismo año, rodó La isla mínima, película de género policiaco ambientada en las Marismas del Guadalquivir, estrenada a finales de septiembre de 2014 y que fue la gran triunfadora de la XXIX edición de los Premios Goya, en la que obtuvo 10 galardones, incluido el correspondiente a la mejor película.  En 2015 se le otorgó el título de Hijo Predilecto de Andalucía.
En 2018, estrenó en el canal #0 de Movistar+, la serie La Peste, creada y dirigida por Alberto Rodríguez, que se ambienta en la Sevilla del finales del siglo XVI y que fue muy bien recibida por la crítica.
En agosto de 2021 comenzó a rodar Modelo 77 una película basada en hechos reales acontecidos en el año 1977 en la Cárcel Modelo de Barcelona. Protagonizada por Miguel Herrán y Javier Gutiérrez, la película inauguró la 70 edición del Festival de cine de San Sebastián en septiembre de 2022.

## Filmografía

### Cine

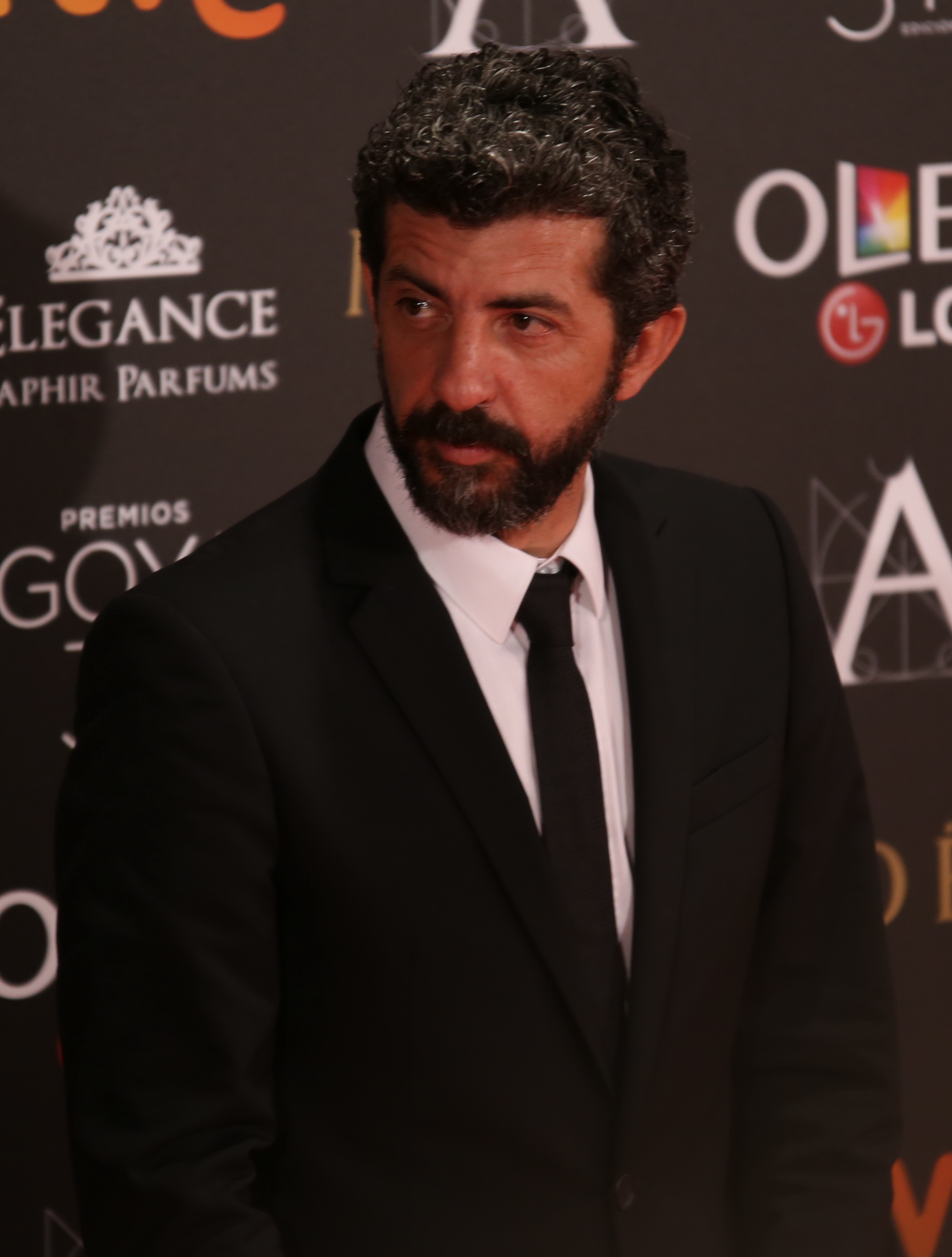
Alberto Rodríguez en los Premios Goya de 2017

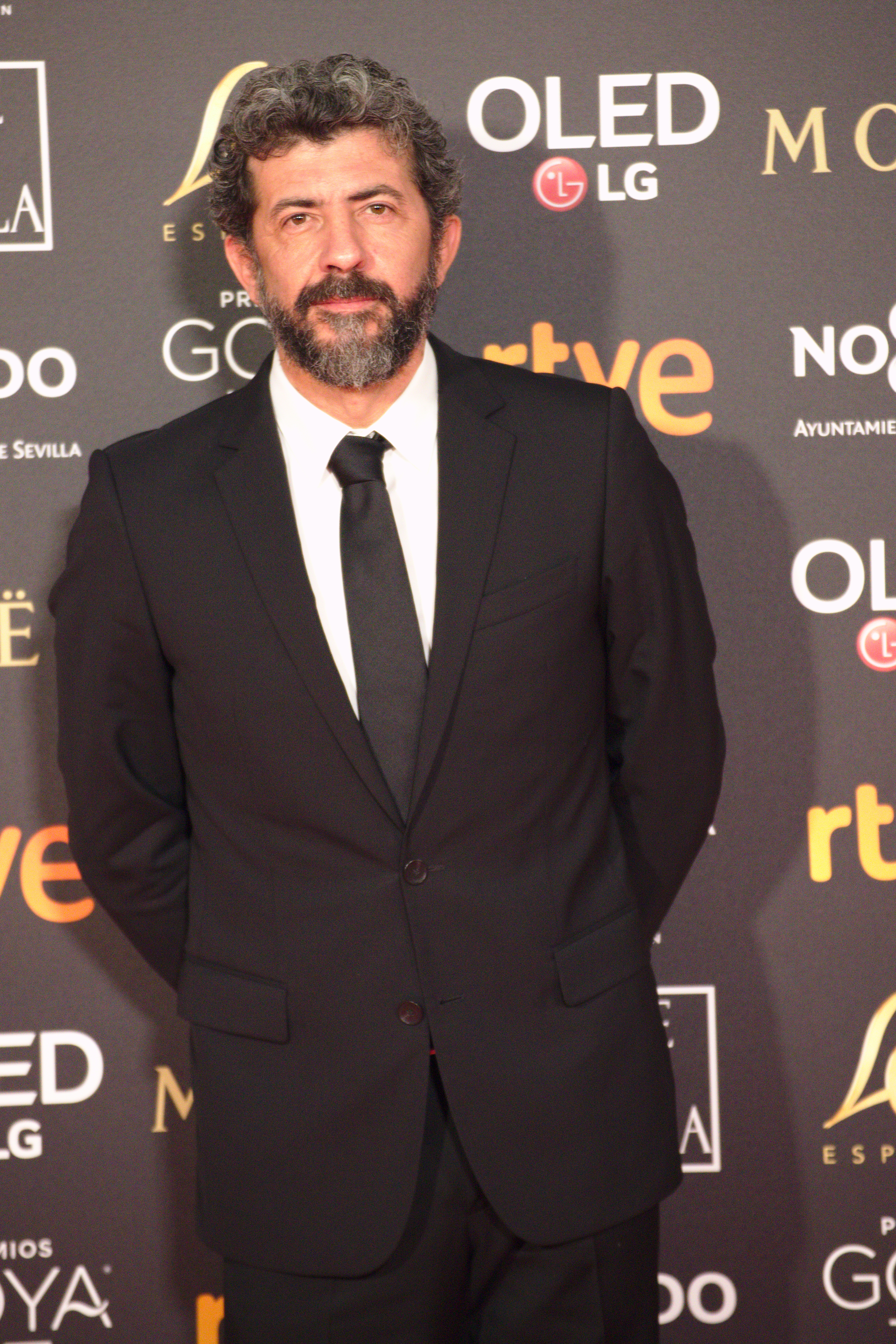
Alberto Rodríguez en los Premios Goya de 2019

- El factor Pilgrim (2000)
- El traje (2002)
- 7 vírgenes (2005)
- After (2009)
- Grupo 7  (2012)
- La isla mínima (2014)
- El hombre de las mil caras (2016)
- Modelo 77 (2022)
- Los Tigres (en producción)

### Televisión
- La peste (2018-2019)

### Cortometrajes
- Bancos (1999)
- Las pequeñas cosas (cortometraje comercial para la empresa cervecera Estrella Damm) (2016)

## Premios y nominaciones
Premios Goya
| Año  | Categoría            | Película                   | Resultado |
| ---- | -------------------- | -------------------------- | --------- |
| 2005 | Mejor director       | 7 vírgenes                 | Nominado  |
| 2005 | Mejor guion original | 7 vírgenes                 | Nominado  |
| 2009 | Mejor guion original | After                      | Nominado  |
| 2012 | Mejor director       | Grupo 7                    | Nominado  |
| 2012 | Mejor guion original | Grupo 7                    | Nominado  |
| 2014 | Mejor director       | La isla mínima             | Ganador   |
| 2014 | Mejor guion original | La isla mínima             | Ganador   |
| 2016 | Mejor director       | El hombre de las mil caras | Nominado  |
| 2016 | Mejor guion adaptado | El hombre de las mil caras | Ganador   |

Festival Internacional de Cine de San Sebastián
| Año  | Categoría                                   | Película          | Resultado |
| ---- | ------------------------------------------- | ----------------- | --------- |
| 2000 | Premio Nuevos Directores - Mención especial | El factor Pilgrim | Ganador   |

Medallas del Círculo de Escritores Cinematográficos
| Año  | Categoría            | Película                   | Resultado |
| ---- | -------------------- | -------------------------- | --------- |
| 2012 | Mejor director       | Grupo 7                    | Nominado  |
| 2012 | Mejor guion original | Grupo 7                    | Nominado  |
| 2014 | Mejor director       | La isla mínima             | Ganador   |
| 2014 | Mejor guion original | La isla mínima             | Ganador   |
| 2016 | Mejor director       | El hombre de las mil caras | Ganador   |
| 2016 | Mejor guion adaptado | El hombre de las mil caras | Ganador   |
| 2022 | Mejor guion original | Modelo 77                  | Nominado  |

Premios Platino
| Año  | Categoría       | Película                   | Resultado |
| ---- | --------------- | -------------------------- | --------- |
| 2015 | Mejor dirección | La Isla Mínima             | Nominado  |
| 2015 | Mejor guion     | La Isla Mínima             | Nominado  |
| 2017 | Mejor guion     | El hombre de las mil caras | Nominado  |